# Vladimir Naumov
Vladimir Naumov (russisk: Влади́мир Нау́мович Нау́мов) (født 6. december 1927 i Sankt Petersborg i det Sovjetunionen, død 29. november 2021 i Moskva i Sovjetunionen) var en sovjetisk filminstruktør.

## Filmografi
- Veter (Ветер, 1959)[1][2]
- Mir vkhodjasjjemu (Мир входящему, 1961)
- Skvernyj anekdot (Скверный анекдот, 1966)
- Flugten (Бег, 1970)
- Tegeran-43 (Тегеран-43, 1981)
- Bereg (Берег, 1983)